# Birhanu Balew
Birhanu Yemataw Balew (arabisch بيرهانو بالو, * 27. Februar 1996 in Debre Markos) ist ein bahrainischer Langstreckenläufer äthiopischer Herkunft. 2019 wurde er Asienmeister über 5000 Meter und 2018 und 2022 sicherte er sich über diese Distanz die Goldmedaille bei den Asienspielen.

## Sportliche Laufbahn
Erste internationale Erfahrungen sammelte Birhanu Balew bei den Olympischen Spielen 2016 in Rio de Janeiro, bei denen er im 5000-Meter-Lauf mit 13:09,26 min im Finale den neunten Platz belegte. 2017 siegte er beim Kuwait-City-Halbmarathon in 1:01:45 h und wurde bei den Crosslauf-Weltmeisterschaften in Kampala 27. Über 5000 Meter qualifizierte er sich während der Saison für die Weltmeisterschaften in London, bei denen er in 13:43,25 min auf Rang zwölf einlief. Im Jahr darauf wurde er im 3000-Meter-Lauf in 8:18,89 min Zehnter bei den Hallenweltmeisterschaften in Birmingham. Ende August nahm er an erstmals an den Asienspielen in Jakarta teil und siegte dort in 13:43,17 min vor seinem Landsmann Albert Kibichii Rop über 5000 Meter. Kurz darauf wurde er beim Leichtathletik-Continentalcup in Ostrava Achter über 3000 Meter.
Bei den Crosslauf-Weltmeisterschaften 2019 in Aarhus gelangte er nach 33:08 min auf Rang 19 und im April siegte er bei den Asienmeisterschaften in Doha in 13:37,42 min über 5000 Meter, womit er sich für die Weltmeisterschaften ebendort qualifizierte, bei denen er mit 13:14,66 min im Finale den neunten Platz belegte. Anschließend siegte er bei den Militärweltspielen in Wuhan in 14:08,99 min. 2021 startete er über 5000 m bei den Olympischen Spielen in Tokio und belegte dort mit 13:03,20 min im Finale den sechsten Platz. Anschließend wurde er bei Weltklasse Zürich in 13:01,27 min Zweiter. Im Jahr darauf siegte er in 13:51,64 min über 5000 Meter bei den Islamic Solidarity Games in Konya. 2023 siegte er in 14:21,89 min über 5000 Meter bei den Panarabischen Spielen in Algier und im August gelangte er bei den Weltmeisterschaften in Budapest nach 28:08,03 min auf Rang zehn über 10.000 Meter und verpasste über die kürzere Distanz mit 13:41,00 min den Finaleinzug. Ende September siegte er bei den Asienspielen in Hangzhou in 28:13,62 min sowie in 13:17,40 min über beide Distanzen und stellte über 5000 Meter einen neuen Spielerekord auf. 2024 siegte er in 13:08 über 5 km in Lille und wurde Ende April bei der Xiamen Diamond League in 13:00,47 min Dritter über 5000 Meter. Im August gelangte er bei den Olympischen Sommerspielen in Paris mit 27:30,94 min auf den 17. Platz über 10.000 Meter und verpasste über 5000 Meter mit 13:53,11 min den Finaleinzug.

## Persönliche Bestleistungen
- 3000 Meter: 7:33,05 min, 1. Juli 2021 in Oslo
  - 2000 Meter (Halle): 5:00,34 min, 10. Februar 2019 in Liévin (Asienbestleistung)
  - 3000 Meter (Halle): 7:31,77 min, 17. Februar 2022 in Liévin (Asienrekord)
- 5000 Meter: 12:56,26 min, 6. Juni 2019 in Rom
- 10.000 Meter: 27:07,49 min, 19. Mai 2021 in Ostrava (bahrainischer Rekord)
- 5-km-Straßenlauf: 13:02 min, 8. September 2021 in Zürich
- 10-km-Straßenlauf: 26:57 min, 14. Januar 2024 in Valencia (Asienrekord)
- Halbmarathon: 1:01:45 h, 14. Januar 2017 in Kuwait